# یواس‌سی‌جی‌سی ادیستو (دبلیوای‌جی‌بی-۲۸۴)
یواس‌سی‌جی‌سی ادیستو (دبلیوای‌جی‌بی-۲۸۴) (به انگلیسی: USCGC Edisto (WAGB-284)) یک کشتی بود که طول آن 269 feet. بود. این کشتی در سال ۱۹۴۶ ساخته شد.